# Cupressus corneyana
Cupressus corneyana — вид голонасінних рослин з родини кипарисових (Cupressaceae).

## Поширення
Ендемік півдня Бутану.